# Договір іпотеки
До́гові́р іпоте́ки — це договір про заставу нерухомого майна. У випадку застосування іпотеки для рішення житлових проблем, предметом застави звичайно виступає житловий будинок або квартира.

## Сторони договору іпотеки
Сторонами за договором іпотеки є заставоутримувач (банк, що видав іпотечний житловий кредит) і заставник (позичальник або співпозичальники іпотечного кредиту). Сторони повинні бути правоздатні й дієздатними, тобто громадяни повинні бути не молодші 18-ти років, а юридичні особи не повинні мати обмежень по передачі майна в іпотеку, обговорених у їхніх установчих документах.
Вимоги до договору іпотеки

## Зміст договору
У договорі іпотеки обов'язково повинні бути зазначені: предмет іпотеки;
оцінна вартість предмета іпотеки;
істота, розмір і строк виконання зобов'язання, забезпечуваного іпотекою;
право (власність, оренда й ін.), у чинність якого майно, що є предметом іпотеки, належить заставникові, і орган державної реєстрації прав на нерухоме майно, що зареєструвало це право заставника.
Предмет застави визначається в договорі іпотеки вказівкою його найменування, місця знаходження й достатнім для ідентифікації цього предмета описом. Тобто звичайно в договорі іпотеки вказується вид нерухомості (квартира або будинок), його повна адреса, загальна житлова площа й кількість кімнат.
Житловий будинок, безпосередньо пов'язаний із землею, може бути предметом іпотеки тільки з одночасною заставою по тім же договорі іпотеки земельної ділянки, на якому він перебуває. При цьому в договорі іпотеки необхідно вказувати адресу земельної ділянки, його площа, кадастровий номер, а також категорію земель і вид її дозволеного використання.
Не можуть бути закладені вдома й квартири, що перебувають у державній або муніципальній власності, і майно, яке не можна приватизувати (наприклад, службові житлові приміщення й ін.).
При іпотеці квартири в багатоквартирному житловому будинку, частині якого перебувають у загальній частковій власності заставника й інших осіб, закладеної вважається поряд з житловим приміщенням відповідна частка в праві загальної власності на житловий будинок.
При наданні кредиту на будівництво житлового будинку, договором іпотеки може бути передбачене забезпечення зобов'язання незавершеним будівництвом і приналежним заставником матеріалами й устаткуванням, які заготовлені для будівництва.

## Оціночна вартість договору іпотеки
Оцінна вартість предмета іпотеки визначається за згодою заставника із заставоутримувачем і вказується в іпотечному договорі в грошовому вираженні. При цьому оцінна вартість земельної ділянки не може бути встановлена нижче його нормативної ціни.
Іноді в договорі іпотеки сторони вказують кілька оцінок предмета іпотеки: наприклад, вартість по оцінці БТІ й вартість за висновком оцінної компанії. У цьому випадку доцільно особливо відзначити ту оцінку, що обидві сторони договору іпотеки вважають справедливої (оцінку, про яку сторони домовилися), щоб договір іпотеки не вважався незначним.

## Виконання умов договору
Якщо іпотека забезпечує зобов'язання, що виникло із кредитного договору, то в договорі іпотеки вказують основні умови кредитування — хто є кредитором і позичальником, суму кредиту, процентну ставку, строк, розмір щомісячних платежів і порядок погашення кредиту. Це і є істотою, розміром і строком виконання зобов'язання, забезпечуваного іпотекою — тобто необхідними елементами договору іпотеки.
Якщо сторони не погодили хоча б один з істотних пунктів, то договір іпотеки вважається неукладеним, ніяких прав й обов'язків у сторін даного договору не виникає й всі пов'язані з ним угоди є так само недійсними.
Якщо права заставоутримувача засвідчують заставній, то в договорі іпотеки це повинне бути зазначене. У противному випадку його не зареєструють.
Права та обов'язки сторін за договором іпотеки
Позичальник іпотечного кредиту має право проживати в закладеному будинку або квартирі, а так само зареєструвати на цій житлоплощі всіх членів родини. Право на проведення перепланування, здачу в оренду або продаж закладеного житла звичайно в договорі іпотеки обмежується — як мінімум необхідний дозвіл банку-кредитора.
Відповідно до договору іпотеки заставоутримувач (іпотечний банк) вправі перевіряти стан й умови змісту закладеної нерухомості. Якщо правила користування майном, а також обов'язку по необхідному страхуванню порушуються, банк має право зажадати дострокового погашення кредиту.
Право вимоги дострокового погашення кредиту виникає в банку також у випадку несплати або несвоєчасної сплати суми боргу, у тому числі при порушенні строків внесення платежів по іпотечному кредиті більше трьох разів протягом року.
При невиконанні позичальником вимог про дострокове погашення іпотечного кредиту, банк вправі накласти стягнення на закладену нерухомість як у судовому порядку, так і в позасудовому (шляхом підписання угоди між позичальником і кредитором). Майно, закладене за договором іпотеки, на яке за рішенням суду звернене стягнення, реалізується шляхом продажу з публічних торгів.